# Цандер, Томас
Томас Цандер (нем. Thomas Zander; род. 25 августа 1967, Ален) — немецкий борец греко-римского стиля, чемпион и призёр чемпионатов Европы и мира, серебряный призёр летних Олимпийских игр 1996 года в Атланте, участник трёх Олимпиад.

## Карьера
Выступал в средней (до 82 кг) и полутяжёлой (до 85 кг) весовых категориях. Чемпион (1990, 1992—1994 годы), серебряный (1997) и бронзовый (1991) призёр чемпионатов Европы. Чемпион (1994), серебряный (1999) и бронзовый (1995, 1997) призёр чемпионатов мира.
На летних Олимпийских играх 1992 года в Барселоне Цандер выступал в средней весовой категории (до 82 кг). Он победил южнокорейца Пака Мюнг Сука, шведа Магнуса Фредерикссона, но уступил венгру Петеру Фаркашу. Затем он победил серба Горана Касума, американца Дэна Хендерсона, чеха Павла Фринту и занял 7-е место.
На летних Олимпийских играх 1996 года в Атланте Цандер победил перуанца Феликса Исосолу, россиянина Сергея Цвира и представителя Израиля Гочу Цициашвили. В финальной схватке немец уступил турку Хамзе Ерликая и завоевал олимпийское серебро.
На следующих Олимпийских играх в Сиднее Цандер выступал в полутяжёлом весе (до 85 кг). Он победил финна Марко Аселля, но уступил турку Хамзе Ерликая и стал 12-м в итоговом протоколе.